# غيلبرتو ماتشادو
غيلبرتو ماتشادو (بالإسبانية: Gilberto Machado)‏ هو لاعب كرة قدم ومدرب كرة قدم هندوراسي في مركز الوسط، ولد في 23 مارس 1962 في سان بيدرو سولا في هندوراس. شارك مع منتخب هندوراس لكرة القدم. أما مع النوادي، فقد لعب مع نادي ماراثون.